# Manota submirifica
Manota submirifica är en tvåvingeart som beskrevs av Heikki Hippa 2007. Manota submirifica ingår i släktet Manota och familjen svampmyggor.
Artens utbredningsområde är Thailand. Inga underarter finns listade i Catalogue of Life.